# Šigemicu Sudo
Šigemicu Sudo (japonsko 須藤 茂光), japonski nogometaš in trener, 2. april 1956.
Za japonsko reprezentanco je odigral 13 uradnih tekem.